# 168358 Casca
168358 Casca è un asteroide della fascia principale. Scoperto nel 1996, presenta un'orbita caratterizzata da un semiasse maggiore pari a 2,1445824 UA e da un'eccentricità di 0,0893506, inclinata di 2,98108° rispetto all'eclittica.